# Centre national du cuir et de la chaussure
Le Centre national du cuir et de la chaussure (arabe : المركز الوطني للجلود والأحذية) ou CNCC est un centre technique tunisien d'intérêt public et économique sous la tutelle du ministère de l'Industrie.
Le CNCC a été créé par la loi n°69/09 du 24 janvier 1969 pour développer et promouvoir le secteur des industries du cuir en Tunisie. Il est actif aussi bien sur le plan  national qu'international et entretient d'étroites relations de coopération avec diverses institutions et organisations.

## Missions
Les missions du centre visent à apporter conseil, assistance et soutien aux entreprises industrielles et artisanales du secteur du cuir et de la chaussure en Tunisie. Le CNCC agit en faveur de la croissance et du développement du secteur en mettant au service des entreprises les actions suivantes :
- Assistance technique et conseil ;
- Analyses, essais en laboratoire et étalonnage ;
- Formation ;
- Recherche et développement ;
- Promotion industrielle ;
- Information et communication.

## Manifestation

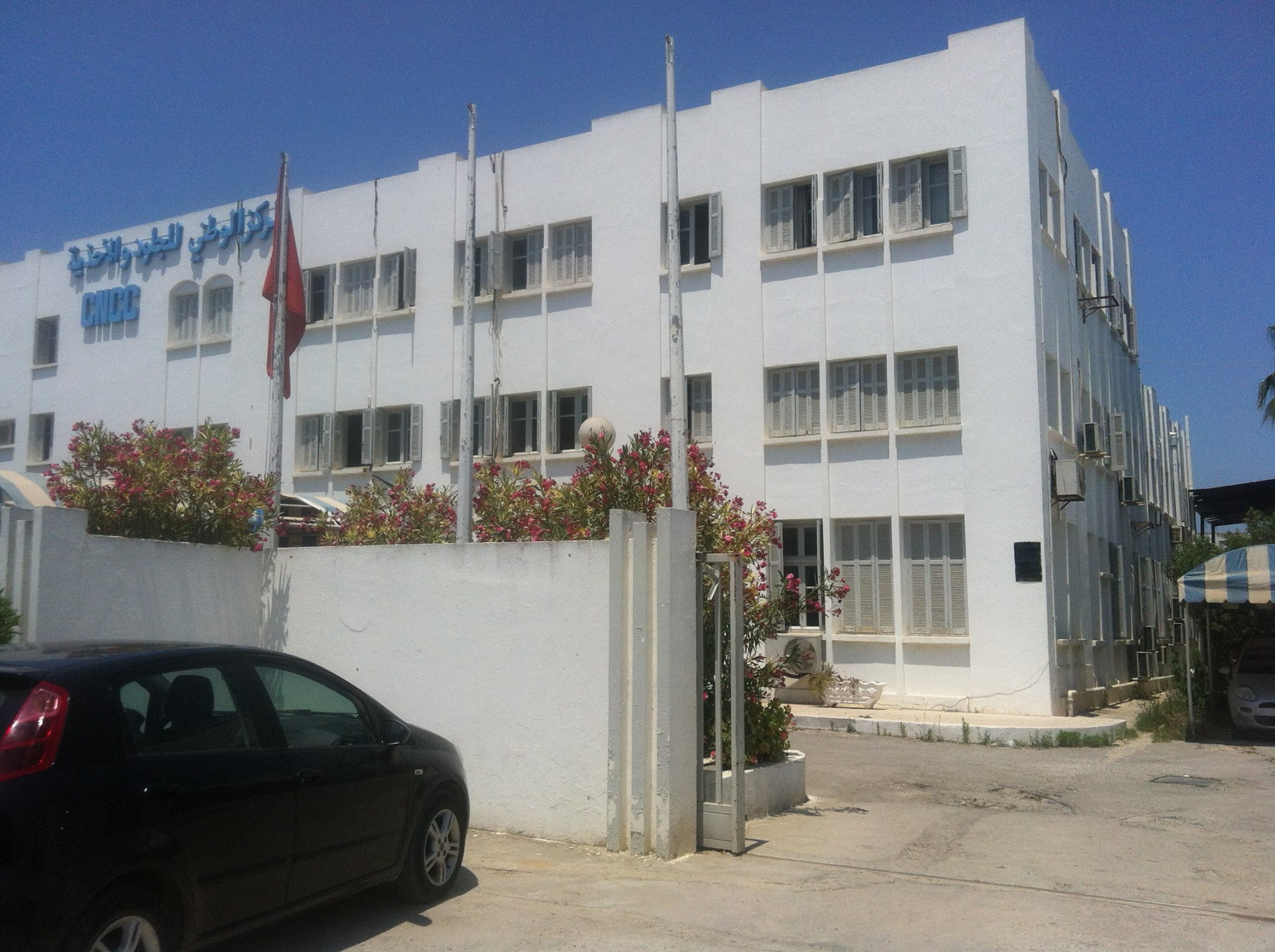
Siège du Centre national du cuir et de la chaussure.

Le Centre national du cuir et de la chaussure organise chaque année le concours créatif, l'organisation du concours remontant à 1989, lorsqu'il se tenait chaque année en concomitance avec le salon PROMOCUIR, avant que ce dernier soit suspendu en 2005.